# Aleksander Augezdecky
Aleksander Augezdecky, Aleksander Augezdecki/Aujezdecky (ur. na pocz XVI w. w Augeździe, zm. w 1577 w Litomyšli) – czeski i polski drukarz i wydawca. Członek wspólnoty braci czeskich.

## Życiorys
W latach 1539–1544 drukował w Litomyšli, gdzie nauczył się giserstwa czcionek. Początkowo pracował u teścia Pavla Olivetskiego, w drukarni która po jego śmierci w 1542 przeszła na własność Aleksandra.
Ponieważ z powodu przynależności do braci czeskich musiał opuścić kraj od 1849 roku prowadził warsztat w Królewcu, gdzie drukował w języku polskim i niemieckim. W tym okresie wydał m.in. w 1551 i 1552 Nowy Testament w przekładzie Stanisława Murzynowskiego i w 1554 kancjonał Walentego z Brzozowa. W 1556 roku sprzedał drukarnię J. Daubmannowi przenosząc się do Prościejowa. 
W latach 1558–1561 zarządzał drukarnią wojewody poznańskiego Łukasza Górki w Szamotułach. Tu drukował po polsku, po czesku oraz w łacinie. W 1561 roku w Szamotułach wydał kancjonał braci czeskich Piesně Chwal Božskych. W latach 1565–1577 ponownie drukował w Litomyšli. Wydrukował też Kronikę Václava Hájka.